# Kellett XR-8
Kellett XR-8 byl americký dvoumístný vojenský experimentální vrtulník vyvinutý během druhé světové války společností Kellett Autogiro Corporation.
Společnost Kellett předložila americkému armádnímu letectvu (USAAF) návrh na helikoptéru se 2 protiběžnými prolínajícími se synchronizovanými nosnými rotory (tato koncepce je v angličtině občas nazývána pojmem „synchropter“ a přezdívána „egg-beater“, šlehač vajec), v Německu tuto koncepci používal letecký konstruktér Anton Flettner, poprvé ji užil na stroji Flettner Fl 265. Návrh byl přijat a byly postaveny 2 prototypy, XR-8 se tak stal prvním vrtulníkem této koncepce v USA.
Kvůli technickým potížím (zejména s rotorovým systémem) byl program zrušen. Jeden prototyp byl umístěn do Národního muzea letectví a kosmonautiky (Smithsonian National Air and Space Museum) ve Washingtonu, D.C.
Nástupcem se stal stroj Kellett XR-10 vyrobený po skončení války.

## Verze vrtulníku
XR-8
Původní verze s třílistými nosnými rotory, postaven 1 kus.
XR-8A
Verze s dvoulistými nosnými rotory, postaven 1 kus.
XR-8B
Verze s pevným rotorovým systémem, vyrobeno 0 kusů.

## Specifikace (XR-8)
Data z: 

### Technické údaje
- Pohon: 1× motor Franklin O-405-9, 183 kW
- Délka:[pozn. 1] 6,9 m
- Výška:[pozn. 2] 3,4 m
- Průměr hlavních rotorů: 2× 10,9 m
- Prázdná hmotnost:[pozn. 3] 1 052 kg
- Vzletová hmotnost: 1 349 kg
- Posádka: 2

### Výkony
- Maximální rychlost: 160 km/h
- Cestovní rychlost: 136 km/h
- Dynamický dostup: 2 050 m